# Sam Yorty
Samuel William Yorty dit Sam Yorty, né le 1er octobre 1909 à Lincoln (Nebraska) et mort le 5 juin 1998 à Los Angeles (Californie), est un homme politique américain membre du Parti démocrate avant d'adhérer au Parti républicain en 1980.

## Biographie
Élu à l'Assemblée de l'État de Californie de 1937 à 1941, il participe à la Seconde Guerre mondiale. Il revient à l'Assemblée entre 1949 et 1950 puis est membre de la Chambre des représentants des États-Unis entre 1951 et 1955 — succédant à Helen Gahagan Douglas —. Il est maire de Los Angeles entre 1963 et 1973 et candidat à l'investiture démocrate pour l'élection présidentielle américaine de 1972.